# George Grenville
George Grenville, född den 14 oktober 1712, död den 13 november 1770, var en brittisk premiärminister, dotterson till sir William Temple, far till George Nugent-Temple-Grenville, 1:e markis av Buckingham, Thomas Grenville och William Grenville, 1:e baron Grenville.
Grenville uppfostrades för den juridiska banan, blev 1741 parlamentsledamot, 1744 lord av amiralitetet, 1747 lord av skattkammaren och 1754 skattmästare för örlogsflottan samt medlem av Privy council. Dessa värdigheter innehade han under Pitts ministär (1757–1761), intogs i kabinettet 1761, men kvarstod efter Pitts fall, blev ledare av underhuset och i maj 1762 statssekreterare i lord Butes ministär. 1763–1765 var han premiärminister. 
De viktigaste åtgärder, som hans ministär vidtog, var påläggandet av en stämpeltaxa på de amerikanska kolonierna och förföljelsen mot John Wilkes – två till sina följder olyckliga åtgärder. 1770 antogs på Grenvilles förslag en lag, varigenom prövandet av tvistiga parlamentsval överflyttades från underhuset i dess helhet till ett utskott, vilket var en stor förbättring i de förut varande förhållandena. Till försvar för sin förvaltning utgav han Considerations on the commerce and finances of England (1765). Hans efterlämnade papper offentliggjordes 1852–1853 (The Grenville papers, 4 band).